# Turkmenistan i olympiska sommarspelen 2016
Turkmenistan deltog med nio deltagare vid de olympiska sommarspelen 2016 i Rio de Janeiro. Ingen av landets deltagare erövrade någon medalj.

## Boxning
Herrar
| Boxare            | Gren       | Omgång 1             | Omgång 2             | Kvartsfinal          | Semifinal            | Final                | Final            |
| Boxare            | Gren       | Motståndare Resultat | Motståndare Resultat | Motståndare Resultat | Motståndare Resultat | Motståndare Resultat | Placering        |
| ----------------- | ---------- | -------------------- | -------------------- | -------------------- | -------------------- | -------------------- | ---------------- |
| Arslanbek Achilov | Mellanvikt | Harcsa (HUN) L 1–2   | Gick inte vidare     | Gick inte vidare     | Gick inte vidare     | Gick inte vidare     | Gick inte vidare |

## Friidrott
Förkortningar
- Notera– Placeringar avser endast det specifika heatet.
- Q = Tog sig vidare till nästa omgång
- q = Tog sig vidare till nästa omgång som den snabbaste förloraren eller, i fältgrenarna, genom placering utan att nå kvalgränsen
- NR = Nationellt rekord
- N/A = Omgången fanns inte i grenen
- Bye = Idrottaren behövde inte tävla i omgången

Bana och väg
| Idrottare      | Gren               | Heat     | Heat      | Semifinal        | Semifinal        | Final            | Final            |
| Idrottare      | Gren               | Resultat | Placering | Resultat         | Placering        | Resultat         | Placering        |
| -------------- | ------------------ | -------- | --------- | ---------------- | ---------------- | ---------------- | ---------------- |
| Jelena Ryabova | Damernas 200 meter | 25,45    | 8         | Gick inte vidare | Gick inte vidare | Gick inte vidare | Gick inte vidare |

Fältgrenar
| Idrottare          | Gren                    | Kval    | Kval      | Final            | Final            |
| Idrottare          | Gren                    | Distans | Placering | Distans          | Placering        |
| ------------------ | ----------------------- | ------- | --------- | ---------------- | ---------------- |
| Amanmurad Hommadov | Herrarnas släggkastning | 61,99   | 30        | Gick inte vidare | Gick inte vidare |

## Judo
| Idrottare             | Gren                         | Omgång 1                | Omgång 2             | Kvartsfinaler        | Semifinaler          | Återkval             | Final / BM           | Final / BM       |
| Idrottare             | Gren                         | Motståndare Resultat    | Motståndare Resultat | Motståndare Resultat | Motståndare Resultat | Motståndare Resultat | Motståndare Resultat | Placering        |
| --------------------- | ---------------------------- | ----------------------- | -------------------- | -------------------- | -------------------- | -------------------- | -------------------- | ---------------- |
| Gulbadam Babamuratova | Damernas halv lättvikt −52kg | Gómez (ESP) L 000–101   | Gick inte vidare     | Gick inte vidare     | Gick inte vidare     | Gick inte vidare     | Gick inte vidare     | Gick inte vidare |
| Rushana Nurjavova     | Damernas lättvikt −57kg      | Karakas (HUN) L 000–101 | Gick inte vidare     | Gick inte vidare     | Gick inte vidare     | Gick inte vidare     | Gick inte vidare     | Gick inte vidare |